# Зайцев, Юрий Васильевич
Ю́рий Васи́льевич За́йцев  (8 мая 1931, Баку — 10 августа 2009, Москва) — заслуженный деятель науки РФ (2000), заместитель Министра газовой промышленности СССР (1973—1978 гг., первый заместитель Министра газовой промышленности СССР (1978—1983 гг.), доктор технических наук, профессор, действительный член Международной Академии высшей школы (1993), заслуженный изобретатель Азербайджанской ССР. Автор 74 изобретений, более 200 научных трудов, монографий. Награждён орденами, медалями, удостоен высоких почётных званий.

## Биография
Ю. В. Зайцев родился 8 мая в 1931 году в Баку. В 1953 году окончил с отличием Азербайджанский индустриальный институт имени М. Азизбекова (ныне Азербайджанский государственный университет нефти и промышленности). Трудовую деятельность начинал в Объединении «Азнефть» сменным мастером, затем начальником технического отдела Объединения.

## Жизненный путь
- В 1965 году (в 34-летнем возрасте) приглашён в Москву, где он назначается на должность заместителя начальника технического управления Миннефтепрома СССР и является членом Коллегии министерства.
- С 1970 по 1973 год возглавляет Управление по развитию техники, технологии и организации добычи нефти и газа, является членом коллегии.
- С 1973 по 1978 год работает заместителем министра газовой промышленности.
- С 1978 по 1983 год — первый заместитель министра газовой промышленности.
- Трижды избирался почётным членом института инженеров-газовиков Великобритании (1971 г.), Шведской газовой ассоциации (1977 г.), Технической ассоциации газовой промышленности Франции (1978 г.).
- С 1983 по 2007 год заведовал кафедрой машин и оборудования нефтяной и газовой промышленности РГУ нефти и газа имени И. М. Губкина.

Похоронен на Троекуровском кладбище в Москве.

## Государственные награды
- Орден Октябрьской Революции
- Орден Трудового Красного Знамени
- Орден Труда Социалистической Республика Вьетнам III степени

### Заслуги в научной деятельности
В 2000 году с формулировкой «за достигнутые трудовые успехи и большой вклад в укрепление дружбы и сотрудничества между народами» Ю. В. Зайцеву присвоено почётное звание «Заслуженный деятель науки Российской Федерации».
Им подготовлено 20 кандидатов и 8 докторов наук; в частности, среди его выпускников были В. С. Черномырдин, Р. В. Вяхирев, В. В. Починкин.